# Lê Thị Ngọc Hà
Lê Thị Ngọc Hà (sinh năm 1966) là nữ Thẩm phán cao cấp người Việt Nam. Bà hiện giữ chức vụ Phó Chánh án Tòa án nhân dân cấp cao tại Đà Nẵng.

## Tiểu sử
Lê Thị Ngọc Hà sinh năm 1966, quê quán tại tỉnh Long An.
Bà có trình độ chuyên môn cử nhân ngành luật.
Sáng ngày 26 tháng 3 năm 2014, tại trụ sở Tòa án nhân dân thành phố Đà Nẵng, bà được trao quyết định bổ nhiệm giữ chức vụ Phó Chánh án Tòa án nhân dân thành phố Đà Nẵng. Lúc này, bà đang là Chánh tòa Tòa hình sự Tòa án nhân dân thành phố Đà Nẵng.
Ngày 14 tháng 8 năm 2015, bà được trao quyết định bổ nhiệm chức danh Thẩm phán cao cấp và chức vụ Phó Chánh án Tòa án nhân dân cấp cao tại Đà Nẵng.
Bà giữ chức vụ này đến năm 2020.
Bà cũng là thành viên Ủy ban thẩm phán Tòa án nhân dân cấp cao tại Đà Nẵng.